# Galerie (Architektur)

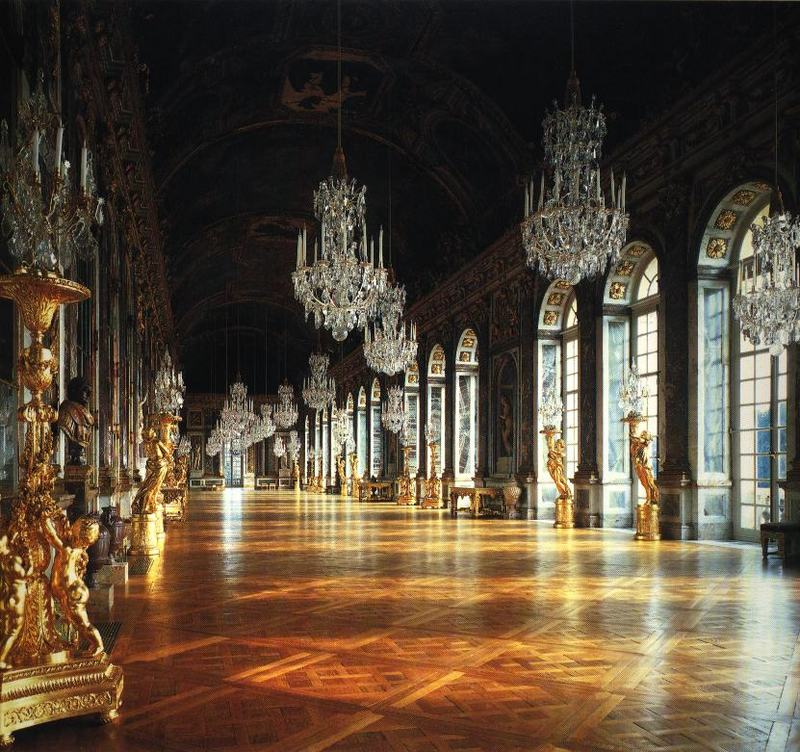
Die Spiegelgalerie im Schloss Versailles

Eine Galerie (von italienisch galleria oder altfranzösisch galilée ‚langer Säulengang‘) bezeichnet in der Architektur im weitesten Sinne eine Räumlichkeit, die länger als breit ist und an mindestens einer ihrer beiden Längsseiten zahlreiche Lichtöffnungen besitzt. Vermutlich geht das Wort auf das mittelalterliche galilea zurück, das eine Vorhalle in einer Kirche bezeichnete.
In einer engeren Definition des Begriffs bezeichnet Galerie einen in einem Obergeschoss befindlichen Laufgang, der an einer seiner Langseiten zu einem größeren Raum hin geöffnet ist. Dies kann beispielsweise über eine balkonartige Konstruktion oder mit Hilfe von Arkaden realisiert sein. Von der bedeutungsähnlichen Empore unterscheidet sich die Galerie dieser Definition dadurch, dass sie auch zu einem Außenraum hin geöffnet sein kann.

## Geschichte
Erste Galerien entstanden an romanischen Kirchenbauten als schmale, zu einer Seite offene Laufgänge mit Arkaden. Wenn sie an der Außenseite eines Gebäudes angebracht sind, spricht man von Zwerggalerien, die meist auch zur Gliederung der Fassade dienen. Befindet sich der Gang hingegen im Inneren der Kirche, wird er mit Triforium bezeichnet.
Aus diesen Gängen entwickelte sich während der Renaissance ein langgestreckter Bereich innerhalb der Kubatur eines Gebäudes, der zur Erschließung mehrerer Räumlichkeiten – meist für Feste und Empfänge – diente. Jeder an eine solche Galerie angebundene Raum konnte betreten werden, ohne dass dabei erst andere, benachbarte Räume durchschritten werden mussten. Die ersten Galerien dieser Art wurden in Form von Bogengängen am Ende des 15. und zu Beginn des 16. Jahrhunderts in französischen Schlössern verwirklicht. Beispiele hierfür sind die Galerie Ludwigs XII. im Schloss Blois und die Galerie des Schlosses Fougères-sur-Bièvre. Weil sie an einer Seite offen sind, werden sie auch offene Galerien genannt. Im Laufe des 16. Jahrhunderts entwickelten sich in Frankreich daraus geschlossene Galerien. Dabei handelt es sich um lange, saalartige Vorräume, deren Längsseiten viele große, verglaste Fenster besaßen und die deshalb besonders hell waren. Sie bildeten sich anstelle der Ritter- und Festsäle mittelalterlicher Burgen. Das Motiv der Selbstdarstellung, die Ansprüche sowie weltanschauliche Vorstellungen der Auftraggeber bestimmten ihre ikonografischen Programme. Ein Beispiel, an dem dies deutlich wird, ist die 60 Meter lange Galerie Franz’ I. im Schloss Fontainebleau. In Großbritannien wurde die Long Gallery zu einem Kennzeichen der elisabethanischen und jakobinischen Architektur des 16. und 17. Jahrhunderts.
Im 17. und 18. Jahrhundert wandelte sich die Galerie während des Barocks zu einem prunkvoll gestalteten Festsaal, der oft im Obergeschoss gelegen war. Das weltweit bekannteste Beispiel hierfür ist die Spiegelgalerie im Schloss Versailles. Die aus den langen Fensterreihen der Räume resultierende Helligkeit lud dazu ein, in ihnen Kunstwerke auf- und auszustellen. Aus dieser Raumnutzung resultiert die heutige Bezeichnung Galerie für Kunst- und Gemäldesammlungen.
Weitere Beispiele für bekannte Galerien finden sich in den Florentiner Uffizien und dem Pariser Louvre. Das Antiquarium der Münchner Residenz aus den Jahren zwischen 1568 und 1571 ist eines der ersten Beispiele einer Galerie in Deutschland.
In den 1820er Jahren wurden in Paris erstmals mit gewölbten Glasdächern gedeckte Ladenstraßen mit Schaufensterfronten zum Mittelgang errichtet (sogenannte rue couvertes ‚bedeckte Straßen‘), um Fußgänger vor Regen und Schlamm zu schützen. Sie wurden ebenfalls Galerien genannt. Wenn sie einen Durchgang zwischen zwei Straßen bildeten, wurden sie auch als Passagen bezeichnet. Diese Bauform wurde auch von anderen Großstädten wie Mailand, Brüssel oder Sankt Petersburg übernommen. Durch die Verwendung von gusseisernen Stützender Glasdächer wurden die Galerien teils hallenähnlich verbreitert. Der Bautyp wurde seit den 1870er Jahren allmählich durch große Warenhäuser verdrängt.

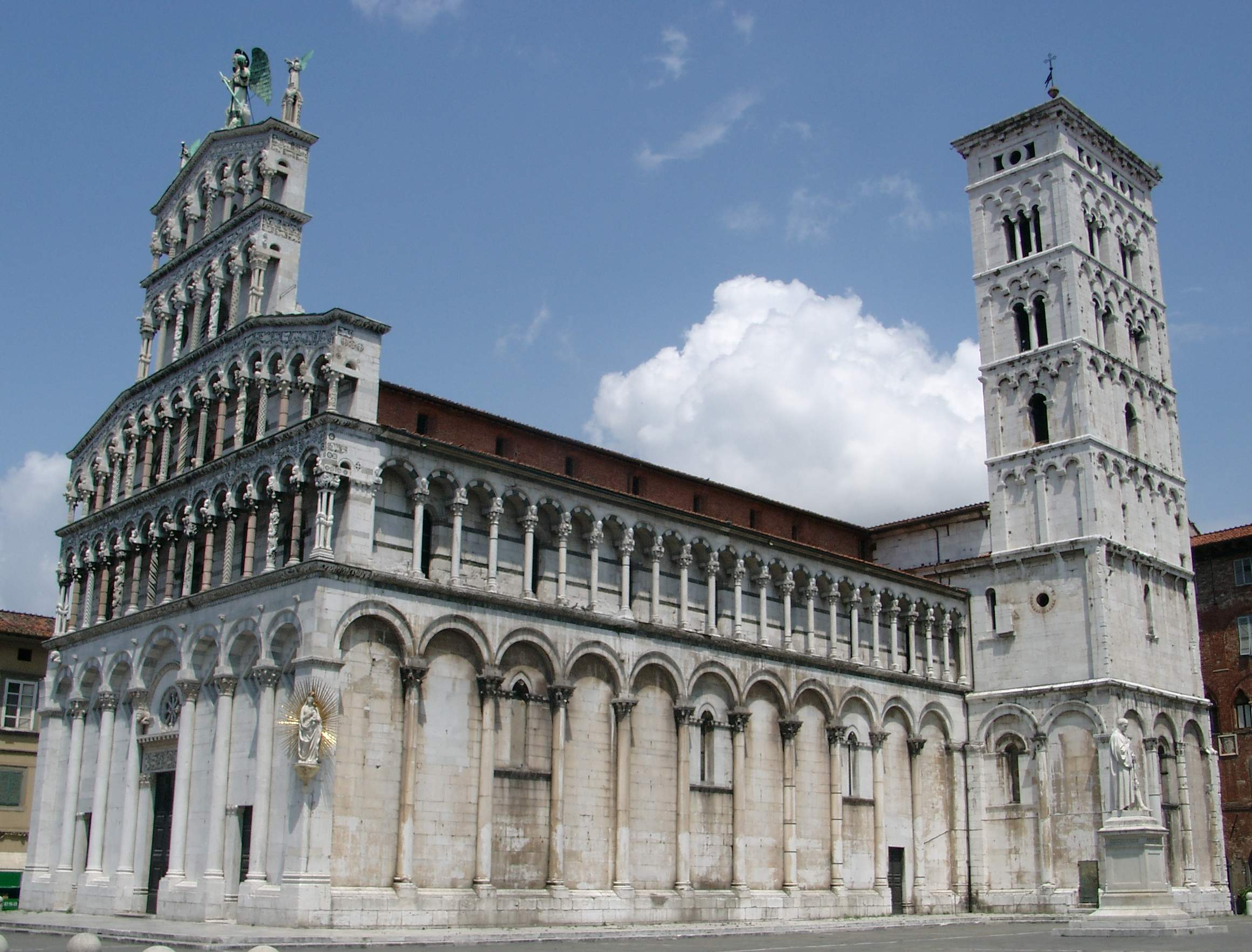
Zwerggalerien an der Kirche San Michele in Lucca, 12. Jh.
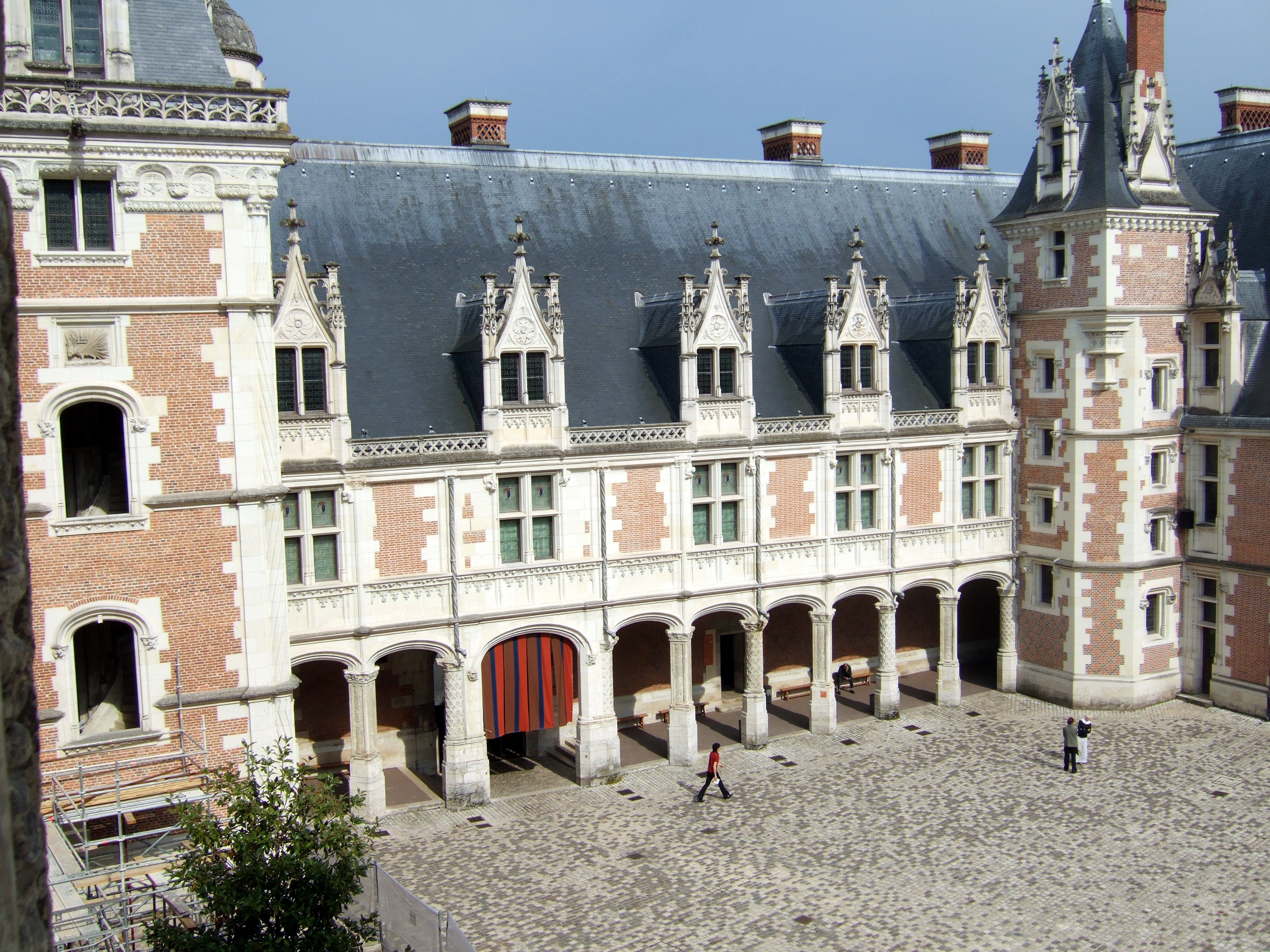
Offene Galerie (Bogengang) im Flügel Ludwigs XII., Schloss Blois, 16. Jh.
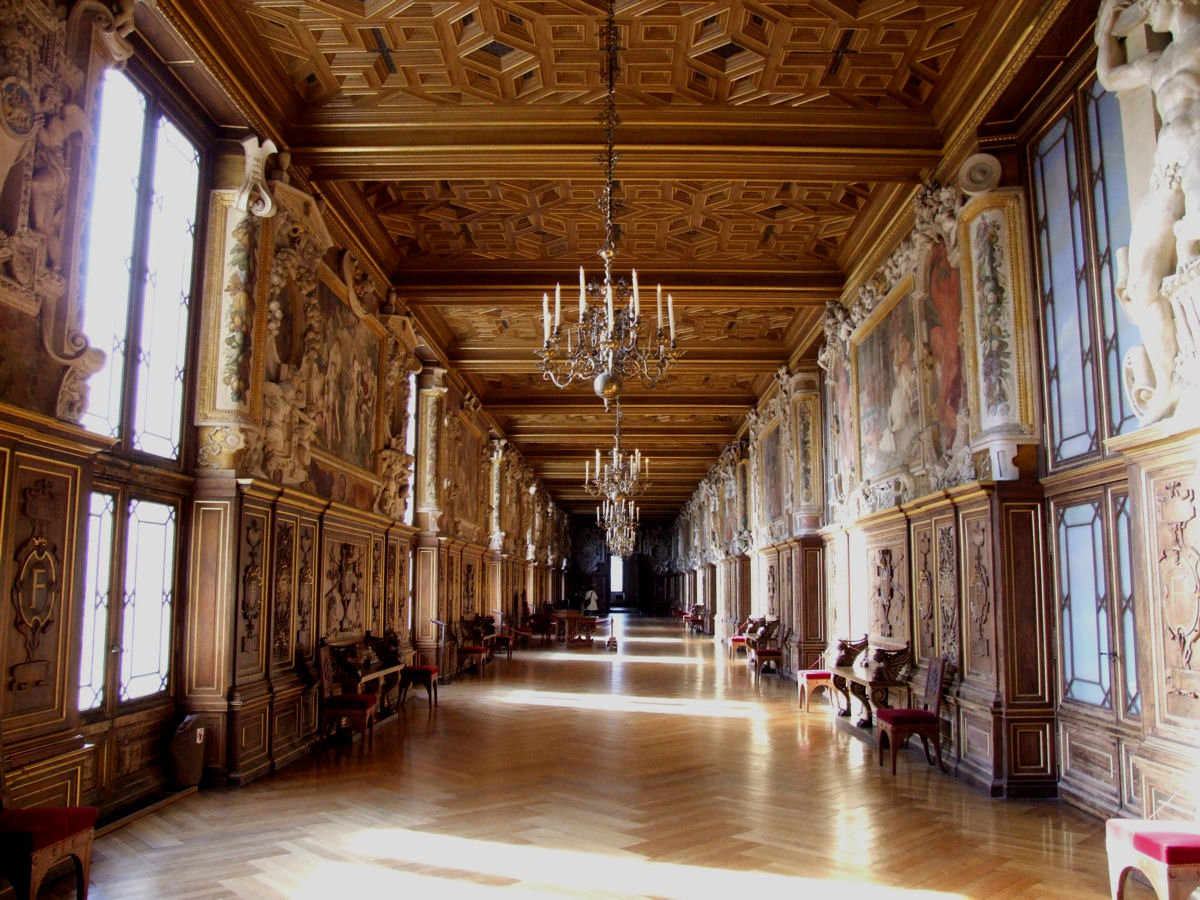
Die Galerie Franz’ I. im Schloss Fontainebleau, 1. Hälfte 16. Jh., geschlossene Galerie
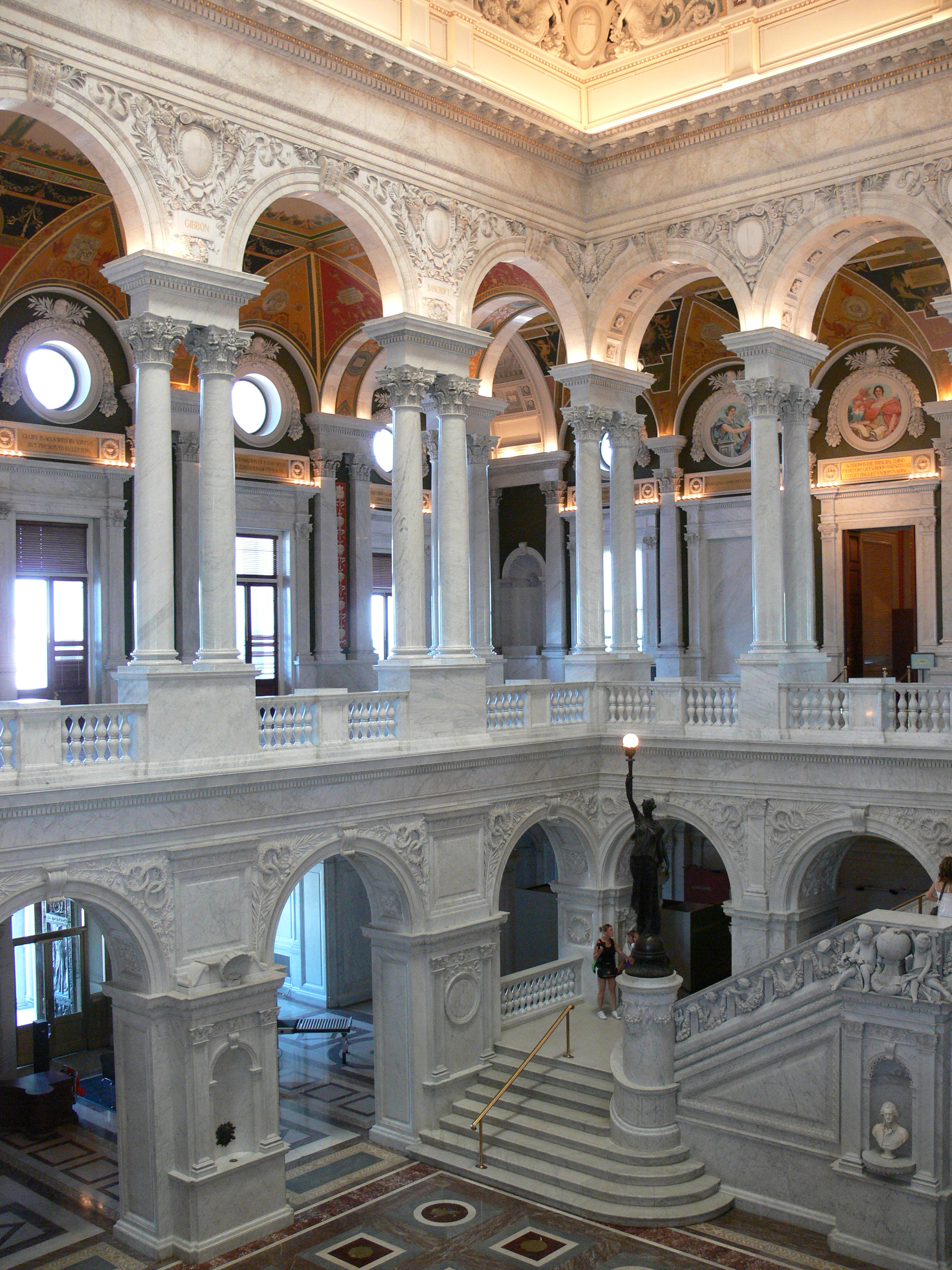
Galerie im Sinne eines erhöhten Laufgangs im Thomas Jefferson Building der Library of Congress, 19. Jh.
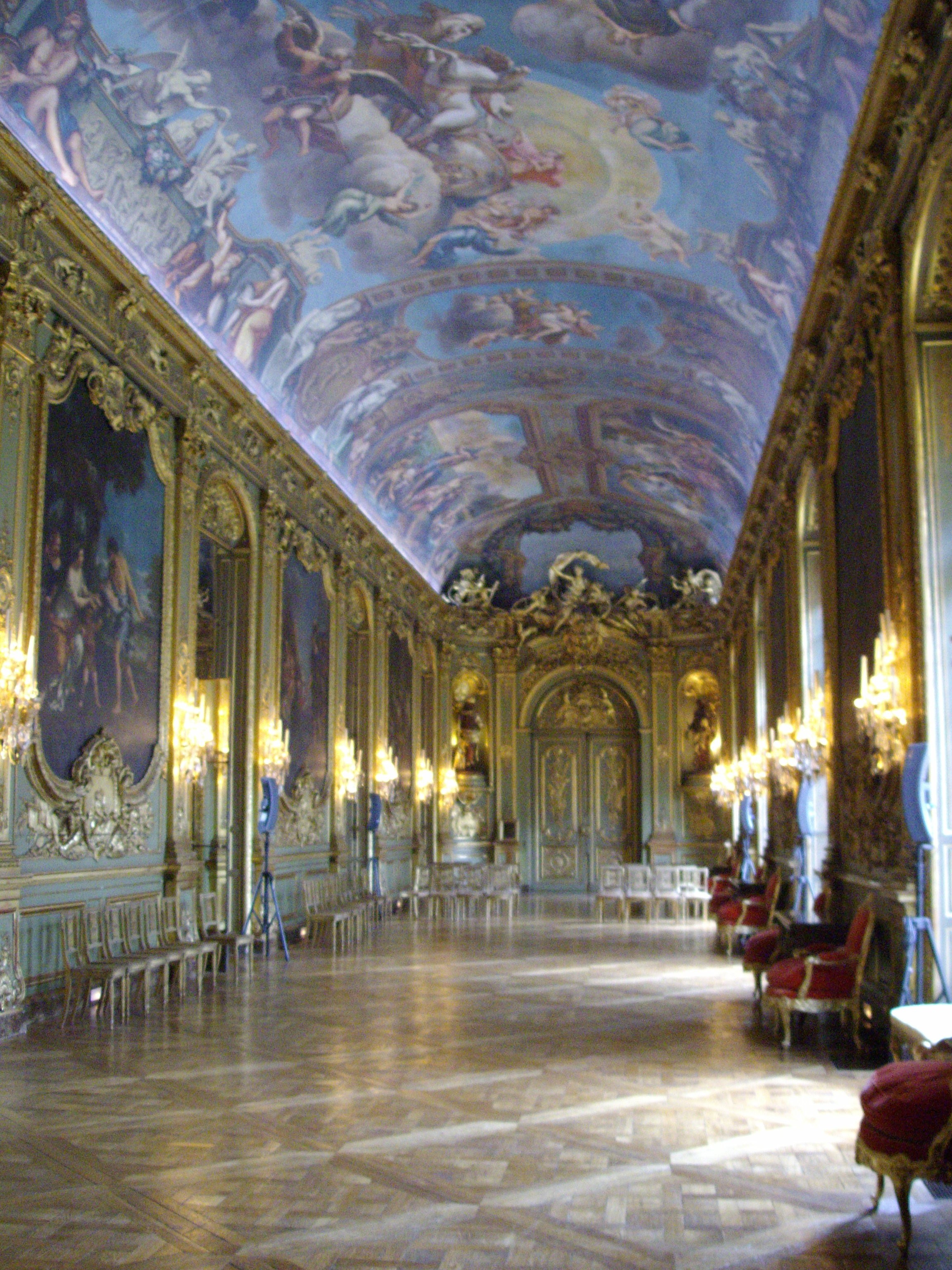
Galerie dorée; Vergoldete Galierie im Hôtel de Toulouse, Paris
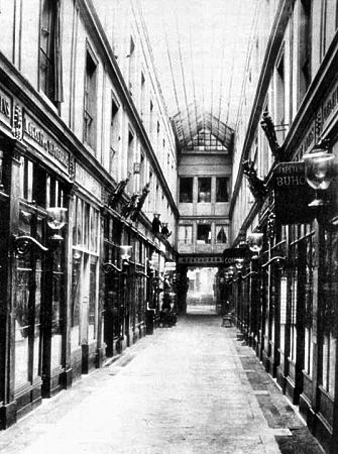
Galerie du Baromètre (Zustand um 1866), eine von zwei Galerien der Passage de l'Opéra in Paris, erbaut 1822, abgerissen 1925.
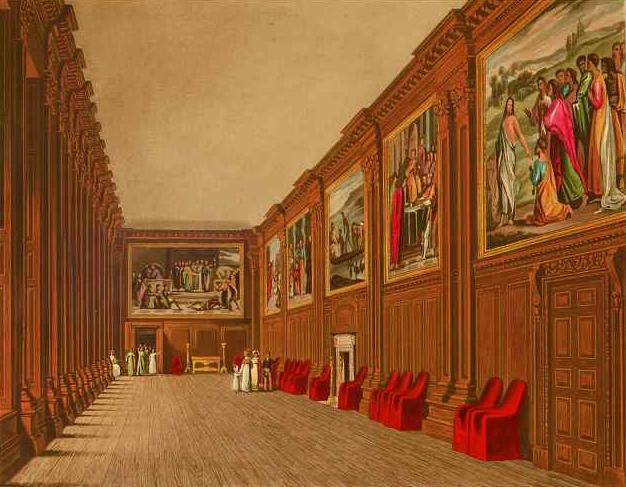
Galerie im Hampton Court Palace südlich von London